# Miroslav Neubert

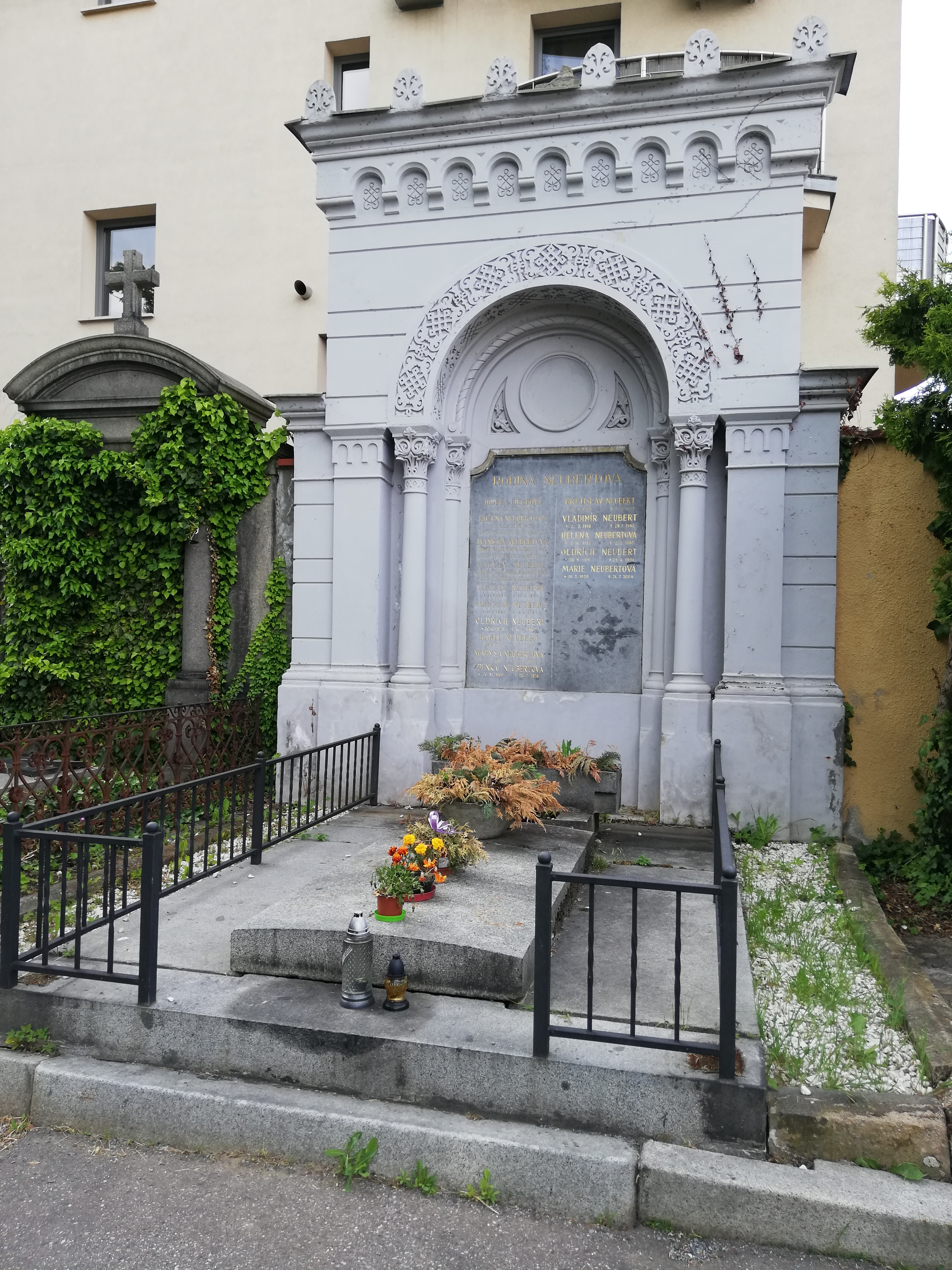
Rodinný hrob na hřbitově Malvazinky v Praze

Miroslav Neubert (15. května 1883 Praha – 14. června 1964) byl český malíř a společník v nakladatelství.

## Život
Studoval na Akademii výtvarných umění v Praze u Bohumíra Roubalíka a Vlaha Bukovace v letech 1901 až 1903. V roce 1904 se zúčastnil letní školy akademického malíře Josefa Hampeyse, kde se seznámil s Janem Autengruberem. Dále pokračoval ve studiích na Julianově akademii v Paříži (1903 až 1905) a Akademii výtvarných umění v Mnichově (1905 až 1907).
Spolupodílel se na vedení nakladatelství Grafické umělecké závody V. Neubert a synové, Praha. Je pohřben na hřbitově Malvazinky v Praze.